# Okręg wyborczy Birkenhead East
Okręg wyborczy Birkenhead East powstał w 1918 r. i wysyłał do brytyjskiej Izby Gmin jednego deputowanego. Okręg obejmował wschodnią część miasta Birkenhead w hrabstwie Merseyside. Okręg został zlikwidowany w 1950 r.

## Deputowani do brytyjskiej Izby Gmin z okręgu Birkenhead East
- 1918–1922: Alfred Bigland, Partia Konserwatywna
- 1922–1924: Henry Graham White, Partia Liberalna
- 1924–1929: William Henry Scott, Partia Konserwatywna
- 1929–1945: Henry Graham White, Partia Liberalna
- 1945–1950: Frank Soskice, Partia Pracy